# Héctor Yazalde
Héctor Casimiro Yazalde (Avellaneda, 29 de maio de 1946 – Buenos Aires, 18 de junho de 1997) foi um jogador de futebol argentino. Apelidado de "Chirola". Vestiu a camisola do Sporting Clube de Portugal onde se sagrou bota de ouro, com 46 golos em 30 jogos.

## Biografia
Yazalde nasceu em 29 de Maio de 1946, num bairro pobre de Buenos Aires.
Devido à sua condição social desfavorecida, quando entrou para a escola aos sete anos, não tinha livros. Horácio Aguirre, um bom amigo, era quem lhe emprestava os livros para que pudesse estudar.
Aos 13 anos começou a trabalhar para ajudar no sustento da família. Começou por vender jornais, depois bananas e por último a partir gelo.
Em 1965, quando Yazalde foi assistir ao treino do seu amigo Horácio Aguirre, no Piraña, clube de Buenos Aires, pediu que alguém lhe emprestasse um equipamento para treinar. Na mesma tarde assinou o contrato e recebeu 2.000 pesos argentinos, que era o equivalente ao que recebia num mês, como vendedor ambulante de bananas.
Dois anos passados e transferiu-se para o Independiente de Buenos Aires. Aos 20 anos, sagrou-se pela primeira vez campeão e recebeu o troféu de artilheiro. Não foi preciso muito tempo para que fosse chamado à selecção Argentina.
Em 1967/1968 revalidou o título de Campeão Nacional da Argentina e com o dinheiro que recebeu comprou um apartamento no centro de Buenos Aires.
Em 1970, surgiram convites do Santos, do Palmeiras, do Valência, do Lyon, do Nacional de Montevidéu e do Boca Juniors, mas quem o convenceu foi o dirigente do Sporting, Abraão Sorin.
Com o dinheiro que recebeu construiu uma vivenda em zona chique, para os pais viverem à sua volta. Na primeira temporada que jogou pelo Sporting, Yazalde não apareceu, mas na temporada de 1973/1974, o popular "Chirola" marcou 46 golos em 30 jogos e conquistou a Bota de Ouro europeia.
Em 16 de julho de 1973, casou com a modelo portuguesa Carmo da Ressurreição de Deus, popularmente conhecida por Camizé e que passou a ser conhecida por Carmen Yazalde. Carmen Yazalde é uma proeminente figura pública na Argentina. O casal veio a separar-se em 1987.
Yazalde estabeleceu um novo recorde europeu de golos em 19 de Maio de 1974, batendo o recorde do húngaro Skoblar. Como prémio recebeu um carro, que vendeu e dividiu o dinheiro com os companheiros de equipa.
Em 1975, transferiu-se para o Marselha, mas não foi feliz. Voltou para a Argentina, onde se tornou empresário de futebol.
Faleceu com 51 anos, em Buenos Aires, vítima de uma cirrose hepática e paragem cardíaca.

## Equipas
- Independiente: De 1967 a 1970.
- Sporting: De 1971 a 1975.
- Olympique de Marselha: De 1976 a 1977.
- Seleção Argentina: de 1970 a 1974.

## Conquistas
- Independiente:
  - Campeonato Argentino: 1967 e 1970.
- Sporting:
  - Campeonato Português: 1973/1974.
  - Taça de Portugal: 1970/1971; 1972/1973 e 1973/1974
  - Bota d'Ouro europeu 1973/1974.
  - Goleador da Primeira Divisão: na temporada 1973/1974, com 46 golos e na temporada 1974/1975, com 30 golos.